# Berta rugosivalva
Berta rugosivalva là một loài bướm đêm trong họ Geometridae.